# Pirojpur Sadar
Pirojpur Sadar è un sottodistretto (upazila) del Bangladesh situato nel distretto di Pirojpur, divisione di Barisal. Si estende su una superficie di 278,37 km² e conta una popolazione di 163.470  abitanti (dato censimento 1991).